# Thomas Christen
Thomas Christen, né le 6 février 1975, est une personnalité politique suisse et membre du Parti socialiste suisse (PS). De 2006 à 2013, il occupe le poste de secrétaire général du PS, avant de devenir le collaborateur personnel d'Alain Berset.

## Biographie
Thomas Christen est secrétaire général du Nouveau mouvement européen suisse (Nomes) entre juin 2000 et novembre 2002. En 2002, il obtient sa licence en droit à l'université de Saint-Gall. Il occupe ensuite diverses fonctions au sein du PS. Le 1er septembre 2006, il est nommé secrétaire général du PS, poste qu'il occupera jusqu'en 2013. Il officie depuis comme collaborateur personnel du conseiller fédéral Alain Berset.